# オリヴィエ・シャントロー
オリヴィエ・シャントロー（Olivier Chantreau）は、フランスの俳優。

## 出演作品
- 猟犬たちの夜　そして復讐という名の牙
- そして友よ、静かに死ね（セルジュの青年時代）